# Kommende Gorgast

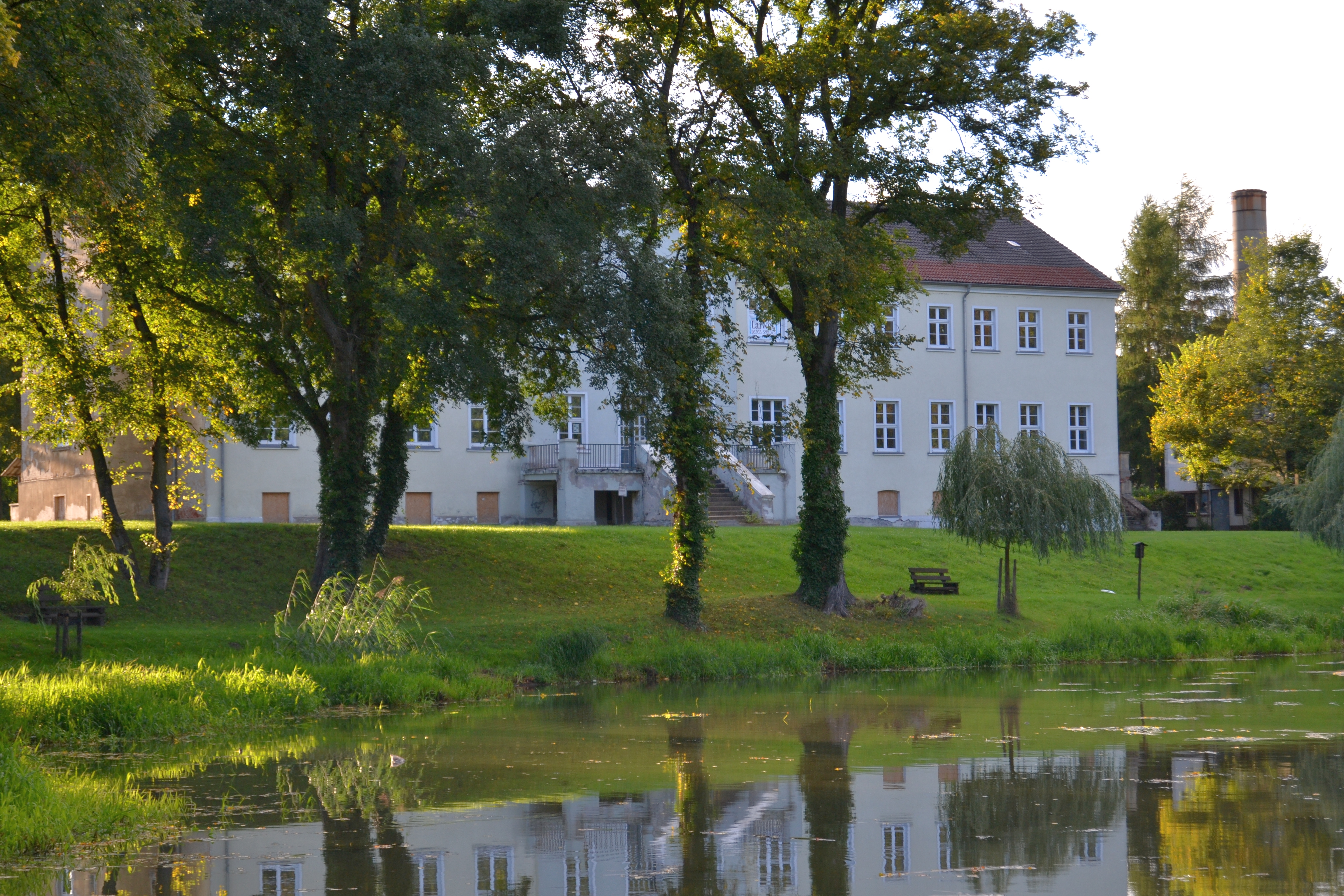
Gutshaus in Gorgast. Errichtet um 1840 von Gustav Wahnschaffe

Die Kommende Gorgast war eine Niederlassung des Johanniterordens in Gorgast im damaligen Lebusischen Kreis der Mark Brandenburg (heute Ortsteil der Gemeinde Küstriner Vorland im Landkreis Märkisch-Oderland, Brandenburg). Die Kommende Gorgast gehörte zur Ballei Brandenburg des Johanniterordens und wurde erst 1768 durch Abspaltung von der Kommende Lietzen gebildet. Nach der Aufhebung des Ordens 1811 wurde die Kommende in ein königlich-preußisches Domänenamt, das Amt Gorgast umgewandelt. 1872/4 wurde das Amt Gorgast aufgelöst.

## (Vor-)Geschichte
Das Dorf Gorgast wurde im Landbuch Karls IV. von 1375 erstmals urkundlich erwähnt. Es war damals im Besitz des Johanniterordens und gehörte zur Kommende Lietzen. Der Ort hatte eine alt- bis jungslawische Vorgängersiedlung. 1375 hatten die Johanniter hier ein Castrum oder Domus. Gorgast ist im Landbuch neben Gartow, Werbyn, Tempelhofe und Lysen unter der Überschrift Castra et domus ordinis s. Johannis Jerosolimitani aufgeführt. Wahrscheinlich hatten sie hier einen Wirtschaftshof von vier Hufen, denn 1460 gab es hier 13 Hufen, von denen neun Bauernhufen Zins bezahlten. Später wuchs der Besitz der Johanniter im Ort auf neun Hufen an. 1764 hatte dieser Wirtschaftshof oder Vorwerk 1364 Morgen 125 Quadratruten Acker, 197 Morgen 47 Quadratruten Wiesen.

## Die Kommende Gorgast
Berthold Schulze und ihm folgend das Historische Ortslexikon bezeichnen Gorgast ab 1767 (bis 1810 oder 1811) als eigenständige Kommende. Berthold Schulze führt Gorgast denn auch als Kommende Gorgast unter den Ämtern des Johanniterordens auf. Er beruft sich dabei auf Adolf Wilhelm Ernst von Winterfeld und dessen Werk Geschichte des Ritterlichen Ordens St. Johannis vom Spital zu Jerusalem … Nach dieser Quelle wurde Gorgast ums Jahr 1767 von der Kommende Lietzen abgetrennt und bildete eine eigene Kommende. Einige Seiten später (auf S. 783) präzisiert er das Datum auf 1768 auch Heinrich Karl Wilhelm Berghaus gibt 1768 als Zeitpunkt der Verselbständigung der Kommende Gorgast an Allerdings sollte diese Regelung erst dann in Kraft treten, nachdem der damalige Kommendator von Lietzen Friedrich Heinrich von Schwedt verstorben war. Der erste Expectant sollte die größere Kommende, also die Kommende Lietzen erhalten, der zweite Expectant die kleinere Kommende, eben die Kommende Gorgast. Friedrich Heinrich von Schwedt starb 1788, sodass Gorgast de facto erst 1788 eigenständige Kommende wurde. Erster Kommendator wurde Wilhelm Adrian von Kleist. Die Kommende Lietzen war verpachtet, ebenso die Kommende Gorgast. 1768 erbrachte die Kommende Lietzen 7.000 Taler Pacht jährlich ein, die Kommende Gorgast 5.000 Taler. Nach Winterfeld war der Ertrag aber deutlich geringer. Er beziffert den jährlichen Ertrag (für den Kommendator) auf 1.137 Taler.

### Kommendatoren
- 1788–1789 Wilhelm Adrian von Kleist (1717–1797), Erbherr auf Stavenow (Gemeindeteil von Karstädt, Lkr. Prignitz), er hielt 1789 die Kommende Lietzen
- 1789–1792 Ferdinand Herzog von Braunschweig-Lüneburg (1721–1792), Generalfeldmarschall[8]
- 4. März 1793–1796 Georg Friedrich von Beerfelde auf Sommerfeld (damaliger Crossenscher Kreis),[9] er erhielt 1796 die Kommende Lietzen
- 1796 Friedrich Leopold Ludwig von Bornstedt Guttentag aus Oberschlesien, † 4. September 1796.
- Friedrich Wilhelm Graf von Schwerin, eingeführt am 13. Juni 1797, hat die Kommende resigniert[10]
- 29. September 1797–1801 Adolph Friedrich von Waldow (* 19. November 1728, † 7. September 1801), auf Dannenwalde[11]
- 1801–03 Friedrich Wilhelm August von Lattorf (* 29. November 1735,[12] † 1808) auf Klieken, Hofmarschall des Fürsten Anhalt-Köthen, erhielt 1803 die Kommende Lietzen.
- 1803–1808 Johann Ernst Graf von Kunheim,[13] er wechselte 1808 auf die Kommende Lietzen
- 1808–1811 Friedrich Wilhelm Graf von Sparr[14]

## Das Amt Gorgast
1810/11 wurde der Johanniterorden in Brandenburg aufgelöst und die Güter verstaatlicht. Gorgast wurde nun ein königlich-preußisches Domänenamt, zu dem neben dem Gut und Ort Gorgast auch das Vorwerk Eichwalde gehörte. Der letzte Kommendator Friedrich Wilhelm Graf von Sparr wurde mit 4.200 Talern abgefunden.
- Eichwalde (oder) altes Vorwerk existiert nicht mehr (etwa )
- Gorgast, Dorf und Vorwerk
- Gorgaster Schäferei, (heute Gemeindeteil Schäferei im Ortsteil Gorgast, Gem. Küstriner Vorland)

### Das Amt Gorgast ab 1822
1822 wurde das Amt Bleyen aufgelöst. Das Amt Gorgast erhielt nun auch zwei Orte des Amtes Bleyen zur Verwaltung übertragen. Das Vorwerk Alt Bleyen hatte nach der Topographisch-statistische(n) Übersicht des Regierungs-Bezirks Frankfurt a. d. O. aber eine eigene Polizeiverwaltung. Alt- und Neu-Drewitz wurde auf das Domänenamt Quartschen übertragen. Die „Lange Vorstadt von Küstrin“ war nach Küstrin eingemeindet worden. Zugehörige Orte ab 1822:
- Neu-Bleyen, Dorf (erscheint erstmals in diesem Ortsverzeichnis)[19]
- Eichwalde oder altes Vorwerk,[20] existiert nicht mehr
- Gorgast, Dorf und Gut
- Küstrin-Kietz (Orts- und Gemeindeteil der Gemeinde Küstriner Vorland)

1854 wurden die Kassengeschäfte des Amtes Gorgast an das Untersteueramt Letschin übertragen. 1872/4 wurde das Amt Gorgast aufgelöst. Das Gut wurde jedoch als Staatsdomäne weiter bewirtschaftet. 1879 hatte das Gut eine Größe von 707,5 ha. Gustav von Rosenstiel betrieb zu dieser Zeit auch eine Brennerei auf dem Gut.

### Pächter und Amtleute
Der Wirtschaftshof der Kommende Lietzen bzw. später der Kommende Gorgast war nachweislich seit Mitte des 18. Jahrhunderts verpachtet und erbrachte hohe Pachterträge.
- 1762–1771 Martin Schulz. Er war Pächter von Lietzen und Gorgast. Die Pachtsumme betrug 11.000 Taler. Seine Witwe bewirtschaftete Lietzen und Gorgast für 11.300 Taler weiter bis 1777.
- Sohn des Martin Schulz.
- 1818–1828 Pehlemann, Oberamtmann[21][22][23]
- 1832–1863 Gustav Wahnschaffe, Oberamtmann[24][25][26]
- 1863 Wahnschaffe Erben
- seit 1863 Gustav von Rosenstiel, königlicher Amtsrichter, Kreisdeputierter und Deichhauptmann des Oderbruches (1876–1888), Pächter, der mit der Tochter Gustav Wahnschaffes, Clara,[27] verheiratet war.[28][29][30][31][32]
- 1910 Walter von Rosenstiel (1854–1915),[33] Königlicher Amtsrat[34][35]
- bis 1945 Helmuth von Rosenstiel (1900–1945)[36] (ebenso seit 1944[37] Kommendator im Johanniterorden)[38][39] Das noch erhaltene Gutshaus in Gorgast wurde 1840 von Gustav Wahnschaffe auf den Fundamenten eines älteren Gebäudes errichtet.[40]

## Belege